# 615-й корпусной артиллерийский полк
615-й корпусной артиллерийский полк — воинское подразделение Вооружённых Сил СССР в Великой Отечественной войне. Полк мог называться также 615-й гаубичный артиллерийский полк.

## История
Сформирован в сентябре 1940 года в Прибалтийском особом военном округе на базе частей Литовской армии. Являлся корпусным полком 29-го Литовского территориального стрелкового корпуса. Личный состав сохранил униформу литовской армии с нашитыми советскими знаками различия.
Перед войной дислоцируется в летнем лагере юго-западнее Алитуса.
В действующей армии во время ВОВ с 22 июня 1941 года по 10 октября 1941 года.
C 22 июня 1941 года отводится на восток через Вильнюс, при прохождении через город подвергся нападению литовских повстанцев (см. Июньское восстание), в том числе и из состава 29-го стрелкового корпуса, потерял до 200 человек и практически всю материальную часть: 31 орудие и 32 трактора, как боевая единица перестал существовать.
Несколько орудийных расчётов из состава полка присоединились к 5-му артиллерийскому полку, в основном же остатки полка без материальной части вышли к Невелю к концу июня 1941 года.
10 октября 1941 года официально расформирован.

## Подчинение
| Дата            | Фронт (округ)         | Армия      | Корпус                 | Дивизия | Примечания |
| --------------- | --------------------- | ---------- | ---------------------- | ------- | ---------- |
| 22.06.1941 года | Северо-Западный фронт | 11-я армия | 29-й стрелковый корпус |         | -          |
| 01.07.1941 года | Северо-Западный фронт | -          | -                      | -       | -          |
| 10.07.1941 года | Северо-Западный фронт | -          | -                      | -       | -          |
| 01.08.1941 года | Западный фронт        | 22-я армия | -                      | -       | -          |
| 01.09.1941 года | Западный фронт        | 22-я армия | -                      | -       | -          |
| 01.10.1941 года | -                     | -          | -                      | -       | нет данных |

## Командиры
- майор Биттер Сергей Яковлевич